# Jean-Paul Vancrombruggen
Jean-Paul Vancrombruggen, né à Ollignies, le 11 août 1937 est un homme politique belge, membre du Parti socialiste.
Il est militant socialiste, fédéraliste et wallon; attaché de Cabinet de Léon Hurez (1970-80); président de l' Agence locale pour l’Emploi de Lessines.

## Carrière politique
- député (1988-1991)
- sénateur coopté (1991-1995)
  - membre du Conseil régional wallon (1988-1991)
- conseiller communal de Lessines (1989-2006)
  - échevin de l'Environnement (1990-1995)
  - échevin des Finances (1995-2000)
- député wallon (1995-1999)